# Scatopyrodes lampros
Scatopyrodes lampros är en skalbaggsart som först beskrevs av Bates 1884.  Scatopyrodes lampros ingår i släktet Scatopyrodes och familjen långhorningar.
Artens utbredningsområde är Guatemala. Inga underarter finns listade i Catalogue of Life.